# JS Takanami (DD-110)
JS Takanami (DD-110) (たかなみ) là tàu chiến đầu tiên được sản xuất của Tàu khu trục lớp Takanami của Lực lượng Phòng vệ trên biển Nhật Bản (JMSDF).
Takanami được sản xuất theo Kế hoạch Bảo vệ Trung hạn năm 1996 và được xây dựng bởi nhà máy đóng tàu IHI tại Uraga, Kanagawa. Bà được đưa vào hạ thủy ngày 25 tháng 4 năm 2000, đưa vào hoạt động ngày 27 tháng 7 năm 2001. Tàu được đưa vào phục vụ vào ngày 12 tháng 3 năm 2003. và ban đầu được chỉ định vào Hạm đội hộ tống JMSDF 1 đóng tại căn cứ  ở Yokosuka.

## Hoạt động
"Takanami", cùng với tàu khu trục JDS Kirishima (DDG-174) và cung cấp tàu "Mashu" được giao nhiệm vụ hoạt động tại Ấn Độ Dương vào tháng 8 năm 2004 để hỗ trợ cho các lực lượng liên minh chống khủng bố ở Afghanistan như là một phần của ISAF. Trong chuyến đi trở lại Nhật Bản vào tháng 12 năm 2004, khi Động đất và sóng thần Ấn Độ Dương 2004 tấn công và tàu bị chuyển hướng đến Thái Lan để tham gia vào các hoạt động cứu hộ và phục hồi quốc tế.
Vào ngày 13 tháng 10 năm 2009, "Takanami", cùng với tàu khu trục JDS Hamagiri (DDG-155), đã được gửi đến bờ biển của Somalia để tham gia chống Hải tặc Somalia. Từ ngày 7 tháng 11 đến ngày 20 tháng 2 năm 2010, tàu đã tiến hành 34 đợt tấn công, hộ tống 283 tàu một cách an toàn. Tàu đã trở lại Nhật Bản vào ngày 18 tháng 3 năm 2010.
Takanami là một trong số rất nhiều trong đội tàu JMSDF tham gia cứu trợ thiên tai sau khi Động đất và sóng thần Tōhoku 2011 xảy ra. Tàu đã đến Ishinomaki, Miyagi một ngày sau thảm họa, cứu 32 người.
Vào ngày 11 tháng 10 năm 2011, "Takanami" đã được gửi tới Aden, Yemen cùng với tàu khu trục JS Ōnami (DD-111), để tiếp tục hoạt động hộ tống chống cướp biển ngoài khơi bờ biển Somalia. Bối cảnh cho việc triển khai mở rộng ra khỏi Sừng châu Phi là "Luật về Trừng phạt các hành vi cướp biển và các biện pháp chống lại hành vi cướp biển" (Luật chống cướp biển).   Tàu đã trở lại Yokosuka vào ngày 12 tháng 3 năm 2012 và hiện đang được chỉ định vào Hải đội 6 của Hạm đội JMSDF 2.
Vào ngày 16 tháng 11 năm 2016, Takanami đến lãnh hải New Zealand để kỷ niệm 75 năm thành lập hải quân của New Zealand. Tàu dự kiến sẽ rời khỏi vào ngày 22 tháng 11.